# Jakob Daniël du Toit
Jakob Daniël du Toit, Künstlername Totius (* 21. Februar 1877 in Paarl; † 1. Juli 1953 in Pretoria), war ein südafrikanischer burischer Theologe und Dichter. Totius war ein Klassenkamerad von Andries Gerhardus Visser.

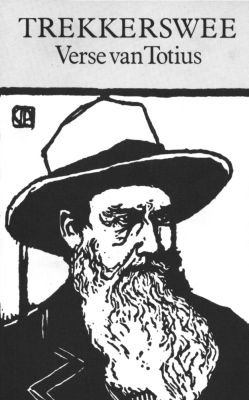
Die Titelseite des Trekkerswee

## Leben
Du Toits Vater war der Redakteur Stephanus Jacobus du Toit, der sich wie später sein Sohn für die Anerkennung von Afrikaans als Amtssprache engagierte. Jakob Daniël du Toit besuchte eine deutsche Missionsschule und die Hugenot Memorial School in Daljosafat. Er studierte Theologie in Burgersdorp und wurde Militärpfarrer bei den Einheiten der Buren zur Zeit des Zweiten Burenkrieges. 
Nach dem Krieg studierte er an der Freien Universität Amsterdam und erwarb den Doktorgrad in Theologie. Anschließend erhielt er die Ordination zum Pfarrer von der Dutch Reformed Church. 1911 wurde er zum Professor an der Theologischen Fakultät der Universität Potchefstroom berufen. 
In politischer Hinsicht war Totius von konservativ-patriotischer Gesinnung. Er nutzte die Bibel zur Rechtfertigung der Prinzipien der Rassentrennung und übte damit starken Einfluss auf die Gläubigen aus. Er übersetzte große Teile der Bibel ins Afrikaans und schrieb darüber hinaus poetische Versionen der Psalmen in Afrikaans. Wiederkehrende Themen seiner Lyrik waren Glaube, Natur, britischer Imperialismus und die burische Nation. Seine Reiseerlebnisse in den Niederlanden und in Palästina verarbeitete er literarisch in der Gedichtsammlung Skemering (1948). 
Sein Leben wurde von tragischen Todesfällen seiner Kinder überschattet.
Totius war 1916 mit Trekkerswee der erste Preisträger des Hertzogprys.

## Werke
- Verse van Potgieter’s trek (1909). Gedichte.
- Rachel (1913). Gedichte.
- By die Moment (1917). Gedichte.
- 36 psalme in Afrikaans (1923). Psalmen.
- Die Bundel: eenige gesange in Afrikaans (1935).
- Uit donker Afrika (1936). Gedichte.
- Trekkerswee (1937). Gedichte (Neuauflage; zuerst 1915)
- Passieblomme (1938). Gedichte.
- Bloemlezing uit het Afrikaanse Psalmboek (1939). Psalmen.
- Wilgerboombogies (1939). Gedichte.
- Skemering (1948). Gedichte.